# هيلين رولاند (صحفية)
هيلين رولاند (بالإنجليزية: Helen Rowland)‏ هي صحفية أمريكية، ولدت في 1875، وتوفيت في 1950.